# 東京都道189号高尾山線

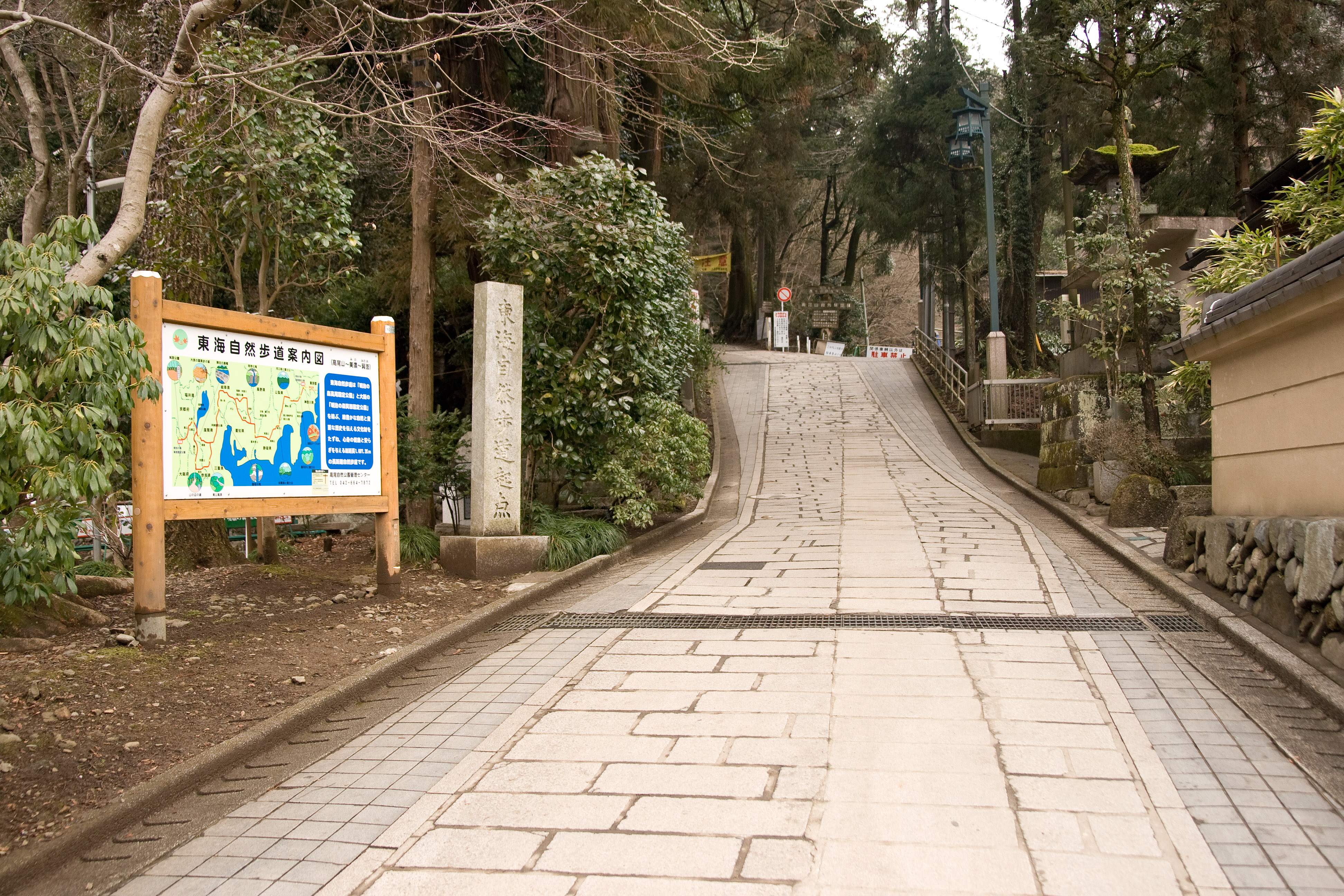
東京都道189号高尾山線

東京都道189号高尾山線（とうきょうとどう189ごう たかおさんせん）は、東京都八王子市高尾町の高尾山にある薬王院から、国道20号高尾山入口交差点に至る道路（都道）である。ほぼ全線が高尾山登山道の自然研究路1号路であり、居住者等の許可車両以外の一般車両の乗り入れが制限されている。また、男坂では階段都道になっている。

## 概要
- 延長：3,133m [1]
- 起点：東京都八王子市高尾町（高尾山薬王院山門前）

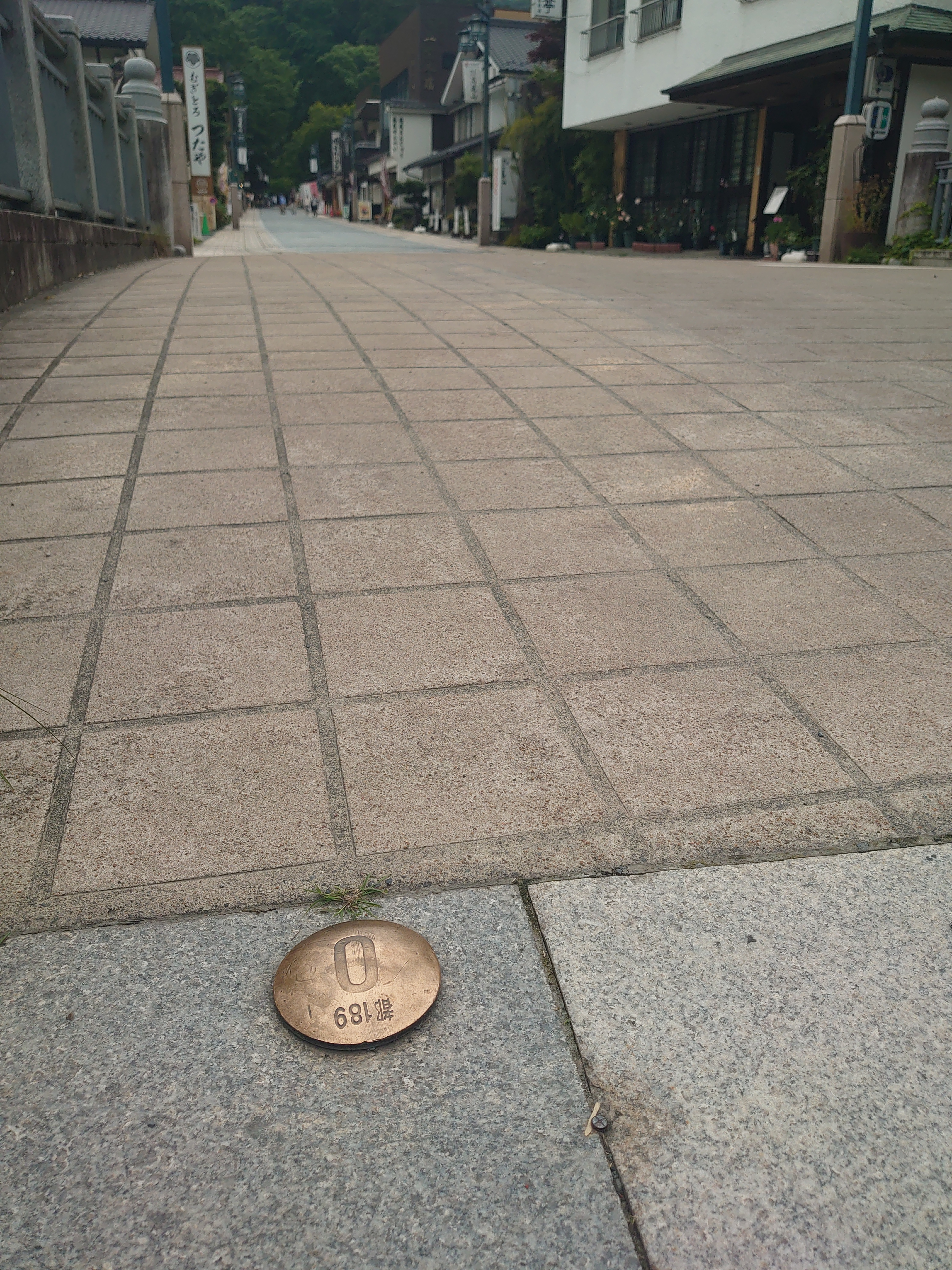
国道20号線との交点である高尾山入口交差点にある0キロポスト（地点標）。かつては起終点が逆に指定されていた。

- 終点：東京都八王子市高尾町（高尾山入口交差点＝国道20号交点）国道20号線との交点である高尾山入口交差点にある0キロポスト（地点標）。かつては起終点が逆に指定されていた。かつては終起点が逆に指定されており、高尾橋に0キロポスト（地点標）が存在する。自然研究路1号路上の数か所および薬王院山門近くにも同様の地点標が設置されている。

## 交差している道路
- 国道20号

## 周辺施設
- 高尾山薬王院
- 北原白秋歌碑
- 高尾登山電鉄 高尾山駅
- 高尾登山電鉄リフト 山上駅
- 高尾登山電鉄リフト 山麓駅
- 高尾登山電鉄 清滝駅
- 京王電鉄 高尾山口駅